# Эрнестус, Марк
Марк Эрнестус (нем. Mark Ernestus, род. 1963) — немецкий музыкант, продюсер и владелец музыкальных лейблов. Больше всего известен по проектам, которые он основал вместе с Морицем фон Освальдом, такими как Basic Channel, Rhythm & Sound, Chain Reaction и Main Street.

## Биография
Марк Эрнестус живёт в Берлине с 1983 года. Был учеником кинопродюсера Вольфганга Рамсботта. В качестве диссертации в тогдашнем Берлинском университете искусств 1 мая 1987 года открыл паб Kumpelnest 3000.
Осенью 1989 года Эрнестус также открыл в Берлине музыкальный магазин Hard Wax, ставший одним из первых в Германии магазинов, специализировавшихся на техно и хаус-музыке. С начала 1990-х вместе с Морицем фон Освальдом он стал записывать электронную музыку под различными проектами. Лейблы Basic Channel и Chain Reaction, основанные Эрнст и Освальдом, стали играть важное значение в развитии немецкой электронной сцены. Basic Channel считается одним из самых важных немецких техно-лейблов 1990-х. Все девять релизов, вышедшие на лейбле за довольно короткое время, получили признание как у музыкальных критиков, так и у диджеев и клабберов. Эту музыку характеризует целенаправленное использование реверберации и шумовых эффектов. Шум, в частности, считается характерным стилистическим элементом их произведений с необычно высокой узнаваемостью для этого жанра.
Марк Эрнестус и Мориц фон Освальд пробовали себя в различных сферах электронной музыки. Например, специально для выпуска своих работ, выполненных в эстетике американского вокального хауса, они организовали лейбл Main Street Records. Первый релиз лейбла, «I’m Your Brothers» с вокалом англичанина Энди Кляйна наглядно показывал отход музыкантов от классического минималистичного техно-звучания и демонстрировал их возможности поработать с хаус-ритмами на стыке поп-звучания.
С течением времени Эрнестус и фон Освальд все дальше уходили от техно и хауса, и все больше тяготели к дабу. Они стали работать с доминиканцем Полом Сент-Илером (работавший под псевдонимом Тикимен), и запустили лейблы Burial Mix и Rhythm & Sound. Как раз релизы последнего и показывают возросшее влияние эстетики регги-звучания. С 1998 года дуэт продюсеров поработал с различными ямайскими вокалистами. Высшим достижением этой работы стал выход в 2005 году альбома риддимов «See Mi Yah», в котором различные вокалисты, такие как Уилли Уильямс, Шугар Минотт, Рас Донован или Пол Сент-Илер, по разному трактуют один минималистичный риддим, по сути состоящий из двух повторяющихся тактов.
Запустив в 1993 году лейбл Imbalance и в 1995 году Chain Reaction, фон Освальд и Эрнестус создали платформу для выпуска музыки музыкантов единомышленников, таких, Владислав Дилей, или проект Monolake.
После выступления с Тикименом в 2008 году в Сенегале, Эрнестус заинтересовался африканским музыкальным стилем мбалакс. С 2012 года он руководит лейблом Ndagga, который в основном издает релизы группы Jeri-Jeri.

## Дискография
- 2013: Mark Ernestus presents Jeri-Jeri — 800 % Ndagga (Ndagga)
- 2013: Mark Ernestus presents Jeri-Jeri — Ndagga Versions (Ndagga)
- 2016: Mark Ernestus’ Ndagga Rhythm Force — Yermande (Ndagga)